# Мазепов, Анатолий Иванович
Анатолий Иванович Мазепов (16 ноября 1929, Серпухов — 8 апреля 2004) — советский футболист, защитник. Мастер спорта СССР.
Воспитанник подмосковного футбола. В 1950—1953 служил рядовым в армии. В 1953 году сыграл один матч за дубль «Динамо» Москва. В 1954 провёл 6 матчей за московский «Зенит». В августе — октябре 1955 года сыграл три матча в составе «Зенита» Ленинград, в следующем году за команду не выступал. В 1957—1960 годах провёл 59 матчей, забил один гол за куйбышевские «Крылья Советов».
В 1956 году принимал участие в Спартакиаде народов СССР в составе сборной РСФСР.
Судья республиканской категории.